# غاما

mise en place du procèdé industriel
غاما (باليونانية: γάμμα)‏ هو الحرف الثالث من الأبجدية الإغريقي، ينطق \گ\ في النطقين الإغريقي القديم والكويني، و\غ\ نطقاً بيزنطياً؛ يأخذ الحرف شكلين الكبير (Γ) والصغير (γ)، تساوي قيمة ثلاثة في نظام الترقيم اليوناني.
تستخدم غاما عادة للدلالة على متغير في كُلٍّ من الرياضيات والفيزياء.